# Joachim Wuermeling

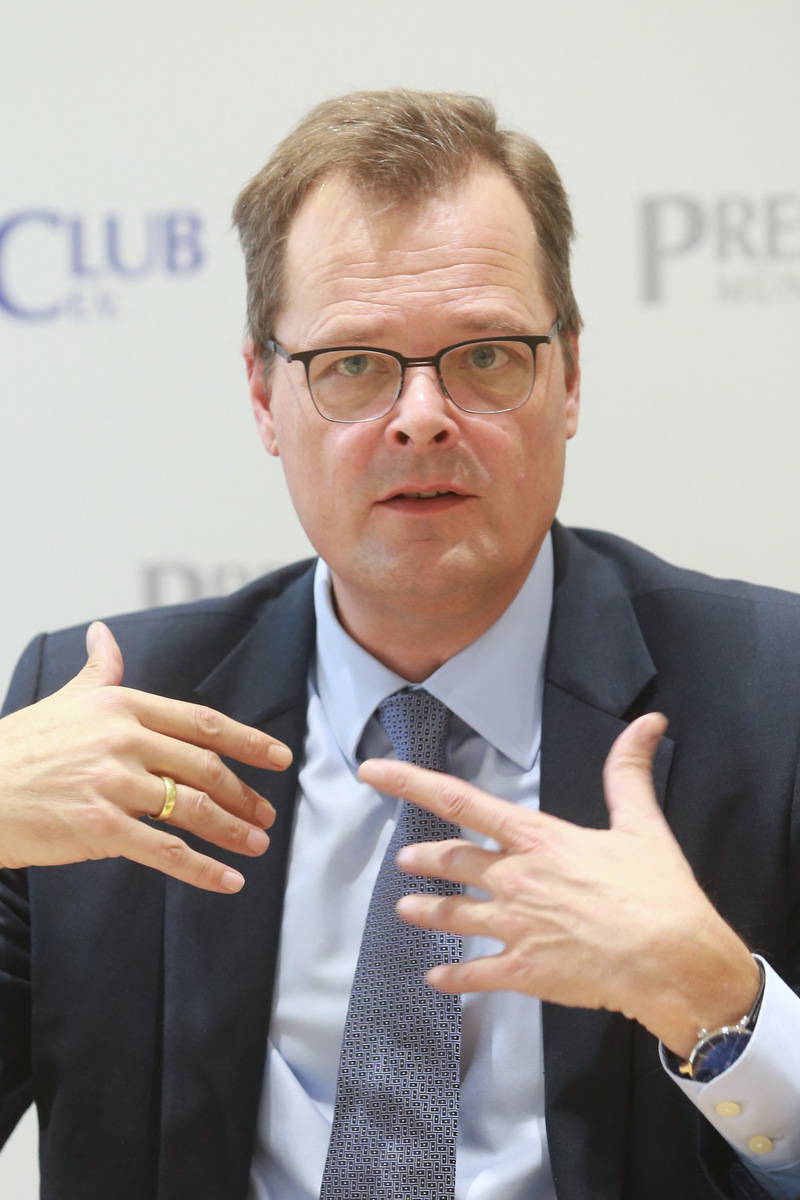
Joachim Wuermeling, 2017

Joachim Wuermeling (* 19. Juli 1960 in Münster) war von 2016 bis 2023 Mitglied im Vorstand der Deutschen Bundesbank. Vor seinem Amtsantritt war der Staatssekretär a. D. und ehemalige Europapolitiker der CSU in verschiedenen leitenden Funktionen in der Finanz- und Versicherungswirtschaft sowie in der Politik tätig, zuletzt als Vorstandsvorsitzender des Verbands der Sparda-Banken.
Seit 1995 war Wuermeling an verschiedenen Universitäten als Gastdozent tätig. Derzeit hat er einen Lehrauftrag für Europapolitik an der Universität Potsdam, die ihm 2011 eine Honorarprofessur verliehen hat.
Er ist ehrenamtlicher Schatzmeister der überparteilichen Europa-Union Deutschland sowie Vizepräsident und Mitgründer der Gruppe Europa-Professionell des Verbandes.

## Leben
Nach dem Abitur an der Tilemannschule in Limburg (1979) studierte Wuermeling Rechtswissenschaften. 1985 legte er in Bayreuth sein Erstes Juristisches Staatsexamen ab. Abschließend promovierte er bei Peter Häberle in Bayreuth (1987). Hieran schloss sich das Referendariat mit dem Zweiten Juristischen Staatsexamen (1989) an. Wuermeling erwarb 1990 am Europäischen Hochschulinstitut in Florenz einen Master of Comparative, European and International Law.
Nach der akademischen Ausbildung wirkte Wuermeling zunächst von 1989 bis 1993 als Europareferent und persönlicher Referent des Amtschefs in der Bayerischen Vertretung Bonn. Er war anschließend (1993–1995) Mitarbeiter im Kabinett des Kommissars Schmidhuber in der Europäischen Kommission in Brüssel und (1993–1999) Referatsleiter in der Europaabteilung in der Bayerischen Staatskanzlei in München, dort Assistent des Ministerpräsidenten im EU-Ausschuss der Regionen.
Zwischen 1999 und 2005 war Wuermeling Mitglied des Europäischen Parlaments in der Europäischen Volkspartei (EVP). Er war u. a. Mitglied im Ausschuss für Binnenmarkt und Verbraucherschutz, stellvertretendes Mitglied im Ausschuss für Wirtschaft und Währung und außerdem stellvertretender Koordinator der EVP im Ausschuss für konstitutionelle Fragen (2002–2004).
Wuermeling war stellvertretendes Mitglied der EP-Delegation im Europäischen Konvent, der den europäischen Verfassungsvertragsentwurf erarbeitet hat (2002–2003).
Von Dezember 2005 bis Mai 2008 war Wuermeling beamteter Staatssekretär im Bundesministerium für Wirtschaft und Technologie und in dieser Funktion Koordinator der Europapolitik.
Von 2008 bis 2011 verantwortete Wuermeling als Mitglied der Hauptgeschäftsführung des Gesamtverbands der Deutschen Versicherungswirtschaft die Ressorts Europa und internationale Angelegenheiten.
Zwischen 2011 und 2016 war Wuermeling Vorsitzender des Vorstandes des Verbands der Sparda-Banken.
Zum 1. November 2016 trat Wuermeling sein Amt als Mitglied des Vorstands der Bundesbank an. Sein Dezernat umfasste die Bereiche Banken und Finanzaufsicht, Informationstechnologie und Risiko-Controlling. Von 2016 bis 2018 war er für den Bereich Märkte und Informationstechnologie zuständig. Er war Mitglied im EZB Aufsichtsgremium, im Baseler Ausschuss für Bankenaufsicht sowie im Ausschuss für Finanzstabilität. Er amtierte bis zum Jahresende 2023.
Ehrenamtlich wirkt Wuermeling als Schatzmeister im Präsidium der überparteilichen Europa-Union Deutschland mit. Von 1999 bis 2003 war Wuermeling Vizepräsident des Verbandes. Von 2009 bis 2011 war er außerdem mit der Bundesbeamtin Silke Kaul Sprecher der Europa-Union Hauptstadtgruppe Europa-Professionell. Die Gruppe bildete ein Netzwerk von Europaexperten in Berlin und will die Europäisierung der deutschen Bundespolitik vorantreiben. Hierbei wird sein langjähriges Brüsseler und Berliner EU-Insiderwissen der Bürgerinitiative nutzbar gemacht.
2010 bis 2012 war er Mitglied im Europäischen Wirtschafts- und Sozialausschuss, einem Nebenorgan der Europäischen Union.
2011 wurde Wuermeling zum Honorarprofessor an der Universität Potsdam berufen. Seit 1998 war Wuermeling als Lehrbeauftragter dort und an der Universität Bayreuth tätig.
Joachim Wuermeling ist verheiratet und hat fünf Töchter. Er ist einer der Söhne von Georg Wuermeling, dem früheren Landrat des Landkreises Limburg-Weilburg, und Enkel des ersten Bundesfamilienministers Franz-Josef Wuermeling (Kabinett Adenauer II, III, IV).

## Mitgliedschaften und Ehrenamt
Joachim Wuermeling ist in mehrfach ehrenamtlich tätig:
- Mitglied und Schatzmeister der überparteilichen Europa-Union Deutschland
- Mitglied des Kuratoriums des Instituts für Europäische Politik
- Mitglied der BuBa-Singers (Bundesbank)
- Designiertes Mitglied im Kirchenvorstand der römisch-katholischen Pfarrei Christi Auferstehung Berlin[7]